# Alif
Alif – pierwsza litera alfabetu arabskiego. Litera ta służy:
do zapisu długiego a; występowanie: np. w słowie woda – ماء (IPA [mɑ:ˀ]).
أ, إ – jako nośnik hamzy (ء) – wtedy może na początku wyrazów oznaczać krótkie a, i lub u; występowanie: np. w słowie alif (ألف).
ٱ (alif wasla) jako nośnik tzw. hamzatu l-Wasl (همزة الوصل). Jest wtedy niemy. Np. w rodzajniku określonym jeśli poprzednie słowo zakończone było samogłoską. Dlatego jest hamzatu l-Wasl, a nie hamzatu al-Wasl.
ﺁ (alif mamdūda) jako nośnik maddy. Używany zamiast nieestetycznej kombinacji أا do zapisu długiego a po zwarciu krtaniowym; występowanie: np. w imieniu Adam (ﺁﺩﻡ) lub w nazwie Koran (القُرْآن).
ى (alif złamany) – wygląda jak ي (Yāʾ) bez kropek. Na końcu niektórych wyrazów do zapisu długiego a. Niekiedy razem z alifem-chandżarem; występowanie: np. w imieniu Mustafa (مصطفى).
|ٰ (alif-chandżar) – krótka pionowa kreska nad spółgłoską do oznaczenia długiego a, używana stosunkowo rzadko; występowanie: np. w słowie Allah (ﷲ).
W arabskim systemie liczbowym do VIII w. alif odpowiadał liczbie 1.

## Postacie litery
| Postać: | izolowana | końcowa | środkowa | początkowa |
| ------- | --------- | ------- | -------- | ---------- |
| Wygląd: | ا‬         | ـا‬      | ـا‬       | ا‬          |

## Kodowanie
| Znak                   | ا                  | ا                  |
| ---------------------- | ------------------ | ------------------ |
| Nazwa w Unikodzie      | Arabic Letter Alif | Arabic Letter Alif |
| Kodowanie              | dziesiątkowo       | szesnastkowo       |
| Unicode                | 1575               | U+0627             |
| UTF-8                  | 216 167            | d8 a7              |
| Odwołania znakowe SGML | &#1575;            | &#x0627;           |